# Vanögård

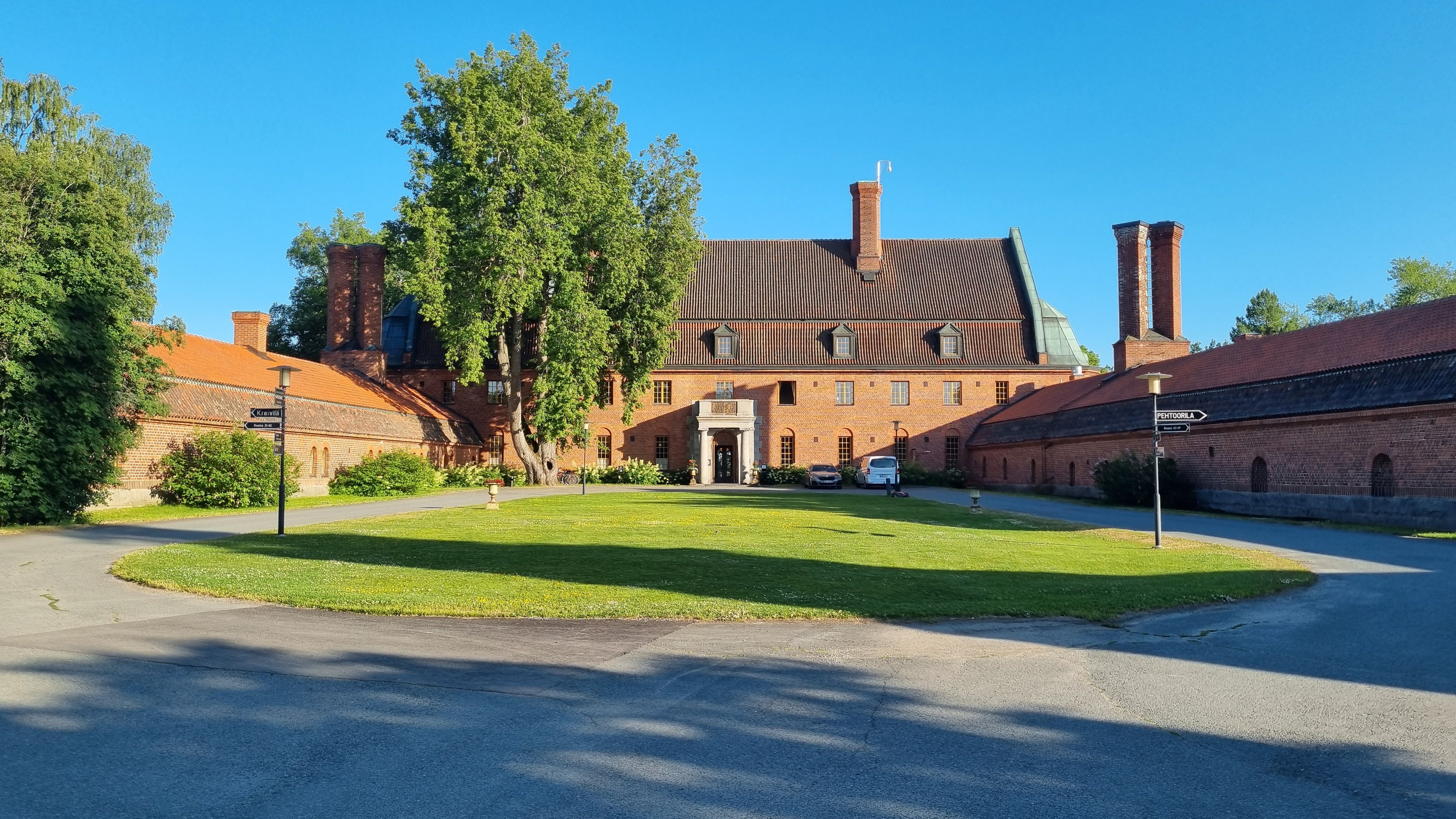
Vanögård 2023.

Vanögård (finska: Vanajanlinna, även Äikäälä) är en herrgård vid sjön Katumajärvi öster om Tavastehus. 
Under medeltiden fanns där en biskopsgård, som omtalas första gången 1329 under namnet Vanö. Vanögård var ett enstaka frälsehemman, som jämte två angränsande hemman 1919 inköptes av läkaren och industrimannen Carl Rosenlew. Denne lät 1919–1924 uppföra Vanögård som ett slott i anglosaxisk stil efter ritningar av Sigurd Frosterus. 
Egendomen inköptes 1941 av den tyske affärsmannen Willy Daugs, som tillsammans med Otto Ehrich var ägare av Tikkakoski vapenfabrik, och övergick 1945, enligt vapenstilleståndsavtalet i september 1944, i sovjetisk besittning och köptes senare av en folkdemokratisk stiftelse, Yrjö Sirolan säätiö, som från september 1947 upprätthöll en folkakademi i huvudbyggnaden (Sirolainstitutet). Folkakademin upphörde 1994, och två år senare inköptes egendomen av Tavastehus stad. 
På Vanögård bedrivs i dag hotell- och restaurangrörelse samt ordnas bland annat kongresser. I anslutning till hotellet finns en av Finlands mest kända golfbanor. Gårdens marker, förr drygt 500 hektar, är numera styckade.